# FINA Water Polo World Cup 2006 (femminile)
La Coppa del Mondo femminile di pallanuoto 2006 è stata la 14ª edizione della manifestazione che viene organizzata ogni quattro anni dalla FINA a partire dal 2002. Fu l'ultima occasione in cui le nazioni partecipanti venivano scelte fra le 8 prime classificate del campionato mondiale precedente. Infatti a partire dall'edizione successiva il criterio venne modificato. Le prime 5 ottennero il pass per i campionati mondiali del 2007.

## Squadre partecipanti
Eccetto la Cina che partecipò in qualità di paese ospitante, le altre squadre sono elencate secondo l'ordine di classifica del campionato mondiale 2005. In tale circostanza l'ottava classificata di tale campionato mondiale, ovvero la Germania, non poté partecipare a causa della presenza delle cinesi.
- Cina
- Ungheria
- Stati Uniti
- Canada
- Russia
- Grecia
- Australia
- Italia

## Formula
Le 8 squadre partecipanti vengono suddivise in due gironi da quattro squadre ciascuno. Ciascuna squadra affronta le altre tre incluse nel proprio girone una sola volta, per un totale di tre partite per ciascuna squadra. Alla fine di tale fase le prime in classifica dei due gironi sono ammesse direttamente in semifinale, dove attendono le vincenti del doppio confronto fra seconde e terze classificate. Le quarte vengono subito eliminate.

## Turno preliminare

### Gruppo A
|   | Squadra     | Pts | G | V | N | P | GF | GS | DR  |
| - | ----------- | --- | - | - | - | - | -- | -- | --- |
| 1 | Stati Uniti | 6   | 3 | 3 | 0 | 0 | 42 | 24 | +18 |
| 2 | Russia      | 4   | 3 | 2 | 0 | 1 | 42 | 26 | +16 |
| 3 | Grecia      | 2   | 3 | 1 | 0 | 2 | 25 | 38 | -13 |
| 4 | Cina        | 0   | 3 | 0 | 0 | 3 | 21 | 42 | -21 |

8 agosto
| Stati Uniti | 11 – 10 | Russia |
| Cina        | 7 – 10  | Grecia |

9 agosto
| Stati Uniti | 17 – 7 | Grecia |
| Cina        | 7 – 18 | Russia |

10 agosto
| Russia      | 14 – 8 | Grecia |
| Stati Uniti | 14 – 7 | Cina   |

### Gruppo B
|   | Squadra   | Pts | G | V | N | P | GF | GS | DR |
| - | --------- | --- | - | - | - | - | -- | -- | -- |
| 1 | Australia | 6   | 3 | 3 | 0 | 0 | 28 | 19 | +9 |
| 2 | Italia    | 4   | 3 | 2 | 0 | 1 | 24 | 23 | +1 |
| 3 | Ungheria  | 2   | 3 | 1 | 0 | 2 | 23 | 26 | -3 |
| 4 | Canada    | 0   | 3 | 0 | 0 | 3 | 26 | 33 | -7 |

8 agosto
| Ungheria  | 7 – 8  | Italia |
| Australia | 12 – 8 | Canada |

9 agosto
| Ungheria  | 10 – 9 | Canada |
| Australia | 7 – 5  | Italia |

10 agosto
| Italia   | 11 – 9 | Canada    |
| Ungheria | 6 – 9  | Australia |

## Fase finale

### Quarti di finale
11 agosto
| Grecia | 7 – 11 | Italia   |
| Russia | 7 – 5  | Ungheria |

### Semifinali
12 agosto
| Stati Uniti | 7 – 7 (11-12dcr) | Italia |
| Australia   | 10 – 9           | Russia |

### Finale 7º-8º posto
11 agosto
| Cina | 7 – 11 | Canada |

### Finale 5º-6º posto
12 agosto
| Grecia | 7 – 16 | Ungheria |

### Finale 3º-4º posto
13 agosto
| Stati Uniti | 8 – 9 | Russia |

### Finale
13 agosto
| Australia | 10 – 7 | Italia |

## Classifica finale
| Vincitore Coppa del Mondo (3º titolo) | Vincitore Coppa del Mondo (3º titolo) |
| ------------------------------------- | ------------------------------------- |
| AUSTRALIA                             |                                       |
| Posizione                             | Squadra                               |
| 2                                     | Italia                                |
| 3                                     | Russia                                |
| 4                                     | Stati Uniti                           |
| 5                                     | Ungheria                              |
| 6                                     | Grecia                                |
| 7                                     | Canada                                |
| 8                                     | Cina                                  |